# 嵯峨花蟹蛛
嵯峨花蟹蛛（学名：Xysticus saganus）为蟹蛛科花蟹蛛属的动物。分布于日本以及中国的四川、山东、陕西、河南、山西、西藏、新疆、江苏等地，一般栖息于多种农田。该物种的模式产地在日本。

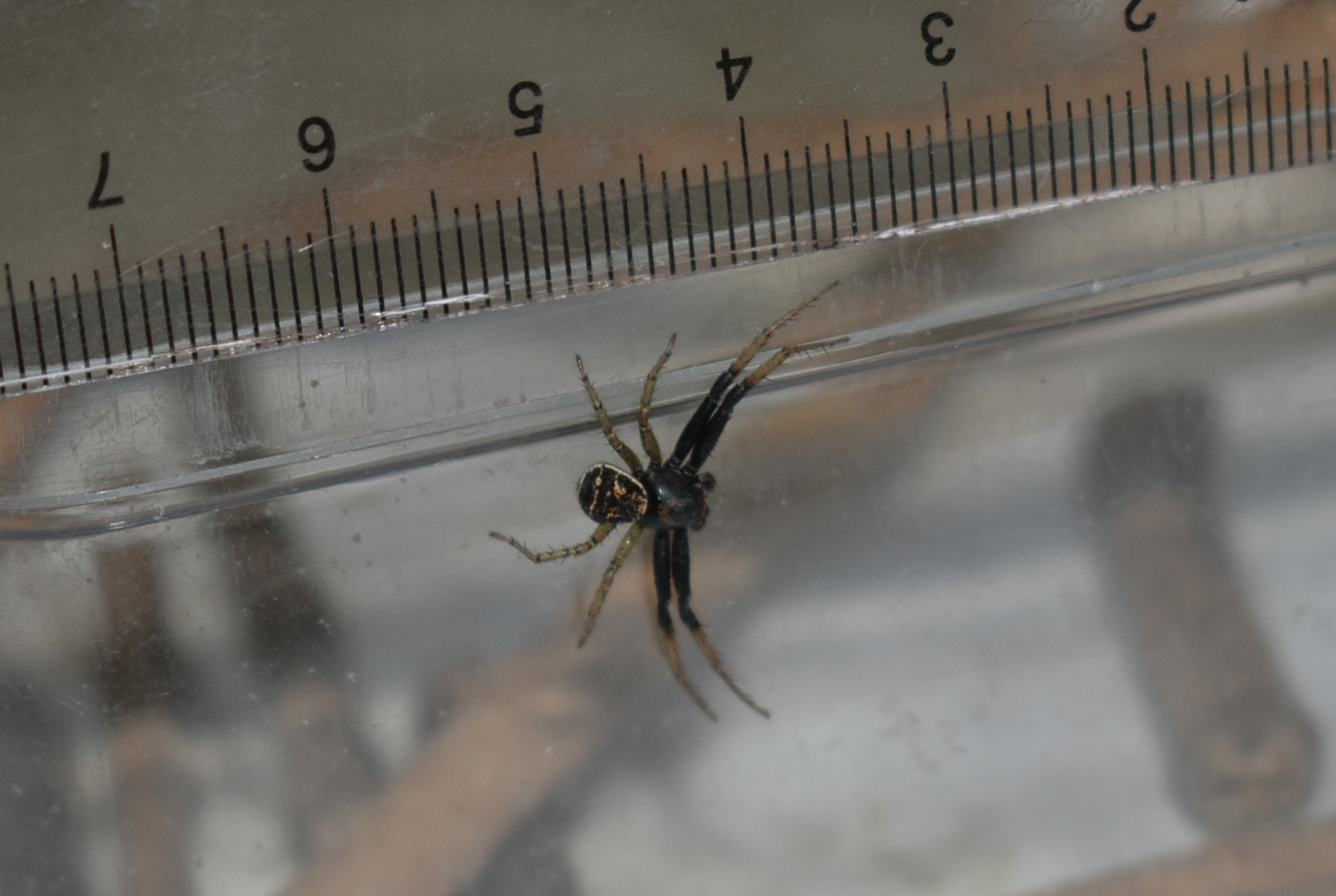
嵯峨花蟹蛛在厘米尺上。